# Shahrestān-e Chāldorān
Shahrestān-e Chāldorān (persiska: شهرستان چالدران, چالدران) är en delprovins (shahrestan) i Iran.   Den ligger i provinsen Västazarbaijan, i den nordvästra delen av landet, 700 km nordväst om huvudstaden Teheran.
Delprovinsen hade 45 060 invånare 2016.